# Tretjakov
Tretjakov je priimek več oseb:
- Anatolij Tihonovič Tretjakov, sovjetski general
- Pavel Mihailovič Tretjakov, ruski poslovnež